# Hans-Peter Vogt

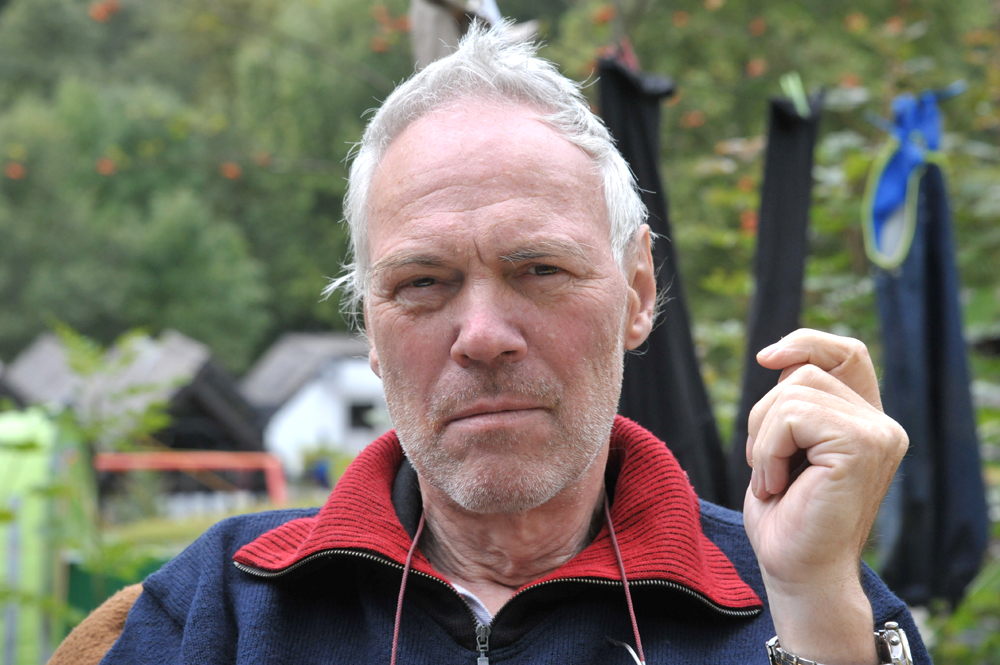
Hans-Peter Vogt (2014)

Hans-Peter Vogt (* 13. Februar 1950 in Darmstadt) ist ein deutscher Autor. Er arbeitet seit 2002 als Autor, zunächst ausschließlich im Bereich Reiseführer im Bereich Fahrradreisen, und ab 2008 für Romane und Sachbücher.

## Leben
Hans-Peter Vogt wurde 1950 in Darmstadt geboren, er hat zwei ältere Schwestern. Der Vater war Baumeister, die Mutter Lehrerin im Bereich Hauswirtschaft, und nach der Geburt der Kinder Hausfrau. Vogt ging in Darmstadt in die Grundschule (Wilhelm-Leuschner-Schule), dann aufs Gymnasium (Georg Büchner Schule) und wechselte zur 11. Klasse auf die Victoriaschule (musischer Zweig, mit Kunst als Hauptfach). Das Abitur machte er 1968.
Anschließend begann er eine kaufmännische Lehre bei der Werbeagentur HK Mc Cann Company in Frankfurt am Main. Parallel dazu erfolgte ein Fernstudium in Fotografie (Famous Photographers School). Anschließend Arbeit als Fotoassistent bei Mc Cann, in der Marktforschung und beim ZDF als Kameraassistent. 1973 erfolgte der Beginn eines Lehrerstudiums in Frankfurt am Main, mit den Schwerpunkten Kunsterziehung, Polytechnik, Sozialkunde, Pädagogik, mit den Nebenfächern Psychologie, Kunstgeschichte und Ökonomie. Das 1. Staatsexamen legte er 1976 ab. Danach begann er ein Aufbaustudium Pädagogik (2 Jahre) mit Berechtigung zur Promotion.
Ab 1974 arbeitete er neben dem Studium während sechs Jahren für den Jünger Verlag Offenbach als Grafiker (Freelancer). Der Abschluss der Promotion in Pädagogik war 1981/82. Parallel dazu erfolgte das Referendariat mit 2. Staatsexamen (1980–1982). Er heiratete 1980 die Lehrerin Helga Kapp. Aus der Ehe gingen zwei Kinder hervor.
Geplant war der Einstieg in den Hochschuldienst, stattdessen besann er sich auf seine Wurzeln aus Handwerk, Kaufmann und Grafiker und arbeitete ab 1982 selbständig im Bereich Restaurierung und An- und Verkauf, mit eigener Werkstatt und mit Ladengeschäft/Galerie, lange in Frankfurt am Main, zuletzt in Darmstadt bis 1995. Nach dem Umzug nach Groß-Umstadt betrieb er Großhandel im Bereich Antik-Zubehör, Werkzeuggroß- und Einzelhandel, dann das erste Zeitungsprojekt einer Werbezeitung (Monatszeitung). Eine Zusatzausbildung zum Webdesigner 1998–2001 absolvierte er mit Diplom.
Es folgten Arbeiten für Internetplattformen und als freier Journalist. Suchmaschinen, Werbeplattformen, Sachartikel zu verschiedenen Themen, Messeberichte, Testberichte, Videofilme zu den Themen Reisen und Musik, Fotos, dann eine Reihe von digitalen Fahrradreiseführern und Arbeit für den Kompass Verlag (Innsbruck), als selbständiger Reisebuchautor. Ein eigener Verlag besteht seit 2002. Umfangreiche Veröffentlichungen im Bereich Reise-CD und DVD erfolgten seit 2002. Romane erschienen ab 2008, gedruckte Reiseführer (Printmedia) ab 2015. Seit 2017 werden Reiseführer und Romane/Sachbücher auch als e-Books veröffentlicht (Vertrieb Libreka).
Regelmäßige Ausstellungen erfolgten auf regionalen Buchmessen, wie in Stockstadt (Rhein), Neckarsteinach, Mainz (Minipressen-Messe), Nidderau-Windecken, auch mit Lesungen.

## Werke

### Veröffentlichungen für den Kompass Verlag, Innsbruck (Fahrrad-Reiseführer)
- Elbe (Band 1 Tschechien – Magdeburg). ISBN 978-3-85026-644-4.
- Elbe (Band 2 Magdeburg – Cuxhaven). ISBN 978-3-85026-645-1.
  - Neue Version: Elbe Band 1. Grenze-Magdeburg ISBN 978-3-85026-644-4.
  - Neue Version: Elbe Band 2. Magdeburg – Cuxhaven, ISBN 978-3-85026-770-0.
- Der Saale Radweg (von der Quelle bis zur Elbe). ISBN 978-3-85026-758-8.
- Kocher-Jagst Rundtour. ISBN 978-3-85026-409-9.
- Rund um Frankfurt. ISBN 978-3-85026-434-1.
- Der Mainradweg, Von den Quellen bis nach Mainz. ISBN 978-3-85026-652-9.
- Der Lahntalradweg. ISBN 978-3-85026-761-8.
- Der Rheinradweg (Band 2, Mannheim – Köln). ISBN 978-3-85026-407-5.
- Der Rheinradweg (Band 3, Köln – Hoek van Holland). ISBN 978-3-85026-928-5.